# 미쓰마타역
미쓰마타역(일본어: 三俣駅, みつまたえき)은 일본 군마현 마에바시시에 있는 조모 전기 철도 조모 전기 철도 조모 선의 역이다.

## 역 구조
섬식 승강장 1면 2선의 지상역으로 무인역이다.
교행이 가능하지만 플랫폼만 있는 역사는 없다.

### 승강장
|  | ■ 조모 선 | 니시키류 방면     |
|  | ■ 조모 선 | 주오마에바시 방면 |

## 역 주변
주위는 주택지가 펼쳐져 있다. 역전에는 월정액 주차장이 설치되어 있다.
- 마에바시 미쓰마타 우체국

## 역사
- 1928년 11월 10일: 미쓰마타 정류소로 개업.
- 1956년 8월 25일: 니시키류 방향으로 300m 이전과 동시에 정거장으로 승격.
- 1986년 10월: 화물 영업 폐지.

## 인접역
| ■ 조모 전기 철도 조모 선 | ■ 조모 전기 철도 조모 선 | ■ 조모 전기 철도 조모 선 |
| ------------------------ | ------------------------ | ------------------------ |
| 조토 주오마에바시 방면   |                          | 가타카이 니시키류 방면   |